# Rumfartsorganisationer
Liste over rumfartsorganisationer.

## Internationale
- United Nations Office for Outer Space Affairs[1] (OOSA)
- Inter-Agency Space Debris Coordination Committee[2] (IADC)

## Amerika
- Argentina: Comisión Nacional de Actividades Espaciales (CONAE)
- Brasilien: Agência Espacial Brasileira (AEB)
- Canada: Canadian Space Agency (CSA)
- Mexico: Agencia espacial Mexicana (AEXA)
- Peru: Comisión Nacional de Investigación y Desarrollo Aeroespacial (CONIDA)
- USA: National Aeronautics and Space Administration[3] (NASA)

## Afrika
- Algeriet: Agence spatiale algérienne
- Nigeria: National Space Research and Development Agency (NASRDA)
- Marokko: Centre royal de télédétection spatiale

## Europa
- Italien: Agenzia Spaziale Italiana (ASI)
- Rumænien: Agenţia Spaţială Română (ASR)
- Frankrig: Centre national d'études spatiales (CNES)
- Danmark: Danmarks Rumcenter [4]
- Tyskland: Deutsches Zentrum für Luft- und Raumfahrt (DLR)
- Europa: European Space Agency [5] (ESA)
- Spanien: Instituto Nacional de Técnica Aeroespacial (INTA)
- Ungarn: Magyar Űrkutatási Iroda
- Holland: Nederlands Instituut voor Vliegtuigontwikkeling en Ruimtevaart (SRON)
- Norge: Norsk Romsenter
- Sverige: Svensk Rumfartsbestyrelse [6]
- Rusland: Føderale russiske rumfartsorganisation (RKA, Roskosmos)
- Storbritannien: UK Space Agency [7]
- Ukraine: National Space Agency of Ukraine (NSAU)
- Tjekkiet: Česká kosmická kancelář

## Asien
- Malaysia: Agensi Angkasa Negara (ANGKASA)
- Kina: China National Space Administration (CNSA)
- Indien: Indian Space Research Organisation (ISRO)
- Iran: Iranian Space Agency (ISA)
- Israel: Israeli Space Agency (ISA)
- Japan: Japan Aerospace Exploration Agency [8] (JAXA)
- Sydkorea: Korea Aerospace Research Institute (KARI)
- Indonesien: Lembaga Penerbangan dan Antariksa Nasional (LAPAN)
- Republikken Kina: National Space Organization (Taiwan) (NSPO)
- Bangladesh: Space Research and Remote Sensing Organization (SPARRSO)
- Pakistan: Space and Upper Atmosphere Research Commission (SUPARCO)
- Thailand: Geo-Informatics and Space Technology Development Agency (GISTDA)